# Olof Hedengren

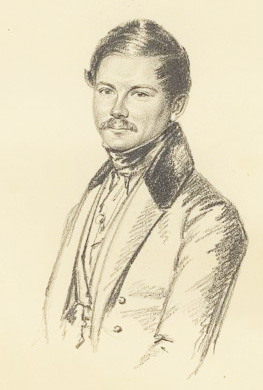
Olof Gabriel Hedengren. Teckning av Maria Röhl (1836).

Olof Gabriel Hedengren, född 14 januari 1812 på Riseberga i Edsbergs socken, Örebro län, död 6 december 1870 på Riseberga, var en svensk godsägare, predikant och politiker. Han var far till David och Gabriel Hedengren.

## Biografi
Hedengren började sin militära bana som löjtnant 1836, men tog avsked redan 1839 och ägnade sig istället med iver åt skötseln av fädernegodset Riseberga. Han blev föregångsman på jordbrukets och mejerihanteringens områden och upprättade en av de första lantbruksskolorna i Sverige. 
Hedengren innehade i riksdagen en framskjuten ställning inom Lantmannapartiet. Han var ledamot av riksdagens andra kammare 1867–1870, invald i Edsbergs, Lekebergs, Grimstens och Hardemo häraders valkrets.
Under senare delen av sitt liv ägnade sig Hedengren som lekmannapredikant åt religiöst arbete. Han gjorde Riseberga till centrum för den religiösa väckelsen i Närke. Under hans ledning utvecklade den sig i frikyrklig riktning. Han lät bygga ett bönhus på sin egendom, där stora skaror samlades för att höra honom och andra predikanter förkunna Guds ord. 
Hans grav återfinns på Edsbergs kyrkogård.